# Repassot
Repassot és una masia situada al municipi de Sant Joan les Fonts, a la comarca catalana de la Garrotxa. Es troba al vessant nord-est del volcà de Repassot.